# 스가누마 에이지
스가누마 에이지(일본어: 菅沼栄治)는 일본의 애니메이터, 감독, 캐릭터 디자이너이다. 아이들의 시간, 속삭임 (만화), 새하얀 색 심포니 등을 감독했다.

## 작품
- 으랏차차 짠돌이네
- 기동전사 건담 역습의 샤아
- 톱을 노려라!
- NG기사 라무네 앤드 40
- MAZE☆폭렬시공
- 아이들의 시간
- 속삭임 (만화)
- 길 잃은 고양이 오버런!
- 새하얀 색 심포니
- 유리의 꽃과 부수는 세계
- B-PROJECT
- 로드 오브 버밀리온: 홍련의 왕
- 루팡 3세 PART6